# Althorp
Althorp House, también conocida simplemente como Althorp, es una histórica mansión situada en el condado de Northamptonshire, Inglaterra. La casa y su extenso terreno —cuyo sitio oficial afirma que son 13.000 acres— son famosas por historia, su arquitectura y su conexión con la familia Spencer, una de las familias aristocráticas más prominentes del Reino Unido, actualmente propiedad de Charles Spencer, IX conde de Spencer. La propiedad se hizo extensamente popular ya que fue la residencia de Diana de Gales desde que se divorciaron sus padres hasta su boda con el príncipe Carlos.
Althorp House es visitada a partir del interés que genera su historia, sus colecciones de arte y libros antiguos, como también la historia de la familia Spencer. Además de destacarse por su arquitectura, la casa y sus terrenos atraen a turistas interesados por la historia de Diana y académicos sobre nobleza por igual. Tiene la categoría legal de country house y está listado en el grado primero de éste, por lo cual se encuentra protegida por el Reino Unido.

## Historia
La historia de Althorp House se remonta a siglos atrás, de hecho, su existencia como una «pequeña casa» es mencionada en el Libro Domesday ya en el año 1086. Se cree que la mansión original fue construida en el siglo XVI y ha sido remodelada y ampliada a lo largo de los años. Sin embargo, el aspecto actual de la casa es en gran parte el resultado de la remodelación realizada en el siglo XVIII bajo la dirección de arquitectos notables de la época.

## Arquitectura y características

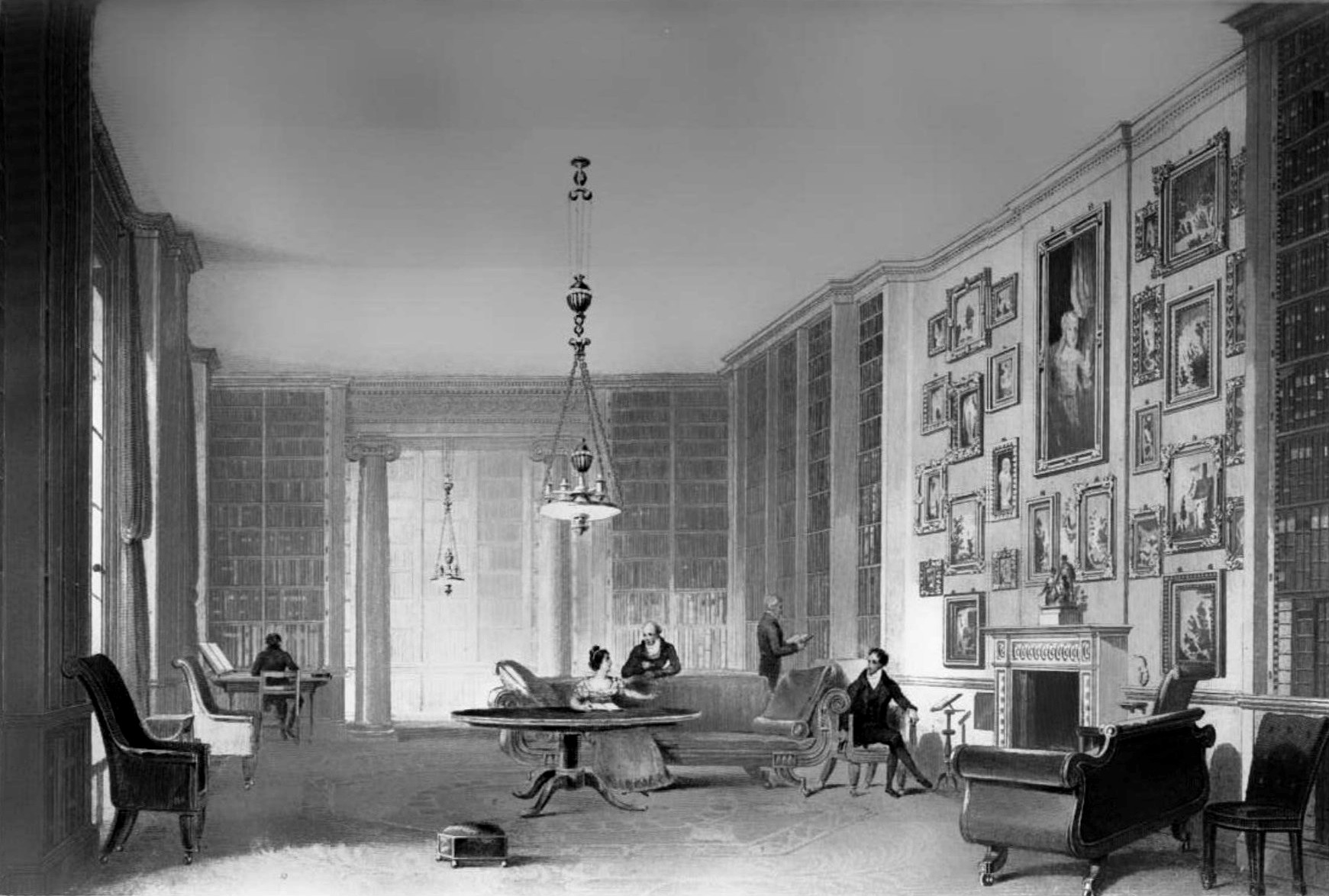
La biblioteca en 1822.

Althorp House se destaca por su arquitectura clásica. La fachada presenta elementos neoclásicos y grandes detalles arquitectónicos que reflejan el gusto y estilo de la época, cuyas reformas fueron dirigidas por el arquitecto Henry Holland, que buscó que despojar a la propiedad del aspecto Tudor que poseía. La casa cuenta con una serie de habitaciones majestuosas, galerías y salones, cada uno decorado con muebles antiguos, obras de arte —muchas de ellas autoría de Anton van Dyck— y objetos históricos que dan cuenta de las diversas generaciones de la familia Spencer.
Uno de los aspectos más notables de Althorp es su biblioteca, que alberga una extensa colección de libros raros y manuscritos históricos. Además, los jardines y terrenos que rodean la casa son igualmente destacables, cuyo paisajismo y lagos fueron cuidadosamente diseñados.

## Familia Spencer

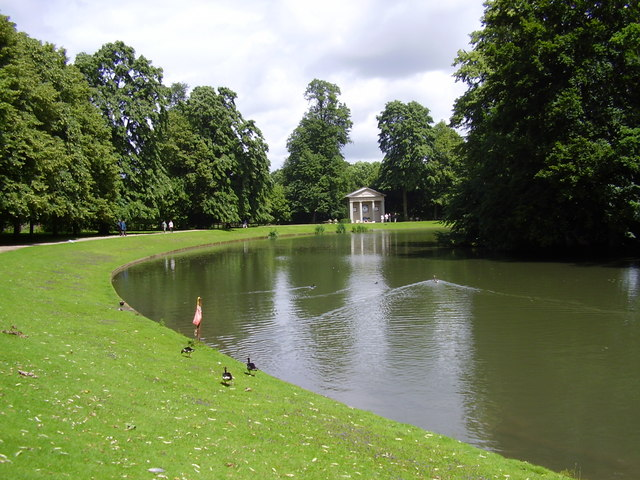
Lago oval donde se encuentran inhumados los restos de Diana, así como su memorial.

Althorp House ha sido la residencia ancestral de la familia Spencer durante generaciones. La familia Spencer es conocida por su papel en la historia británica y su conexión con la realeza. Una de las figuras más destacadas de la familia es Diana Spencer, quien se convirtió en la Princesa de Gales a través de su matrimonio con el Príncipe Carlos, entonces heredero al trono británico. La relación de Diana con Althorp House agrega un matiz significativo a la historia de la mansión. La tumba de Diana se encuentra en una isla artificial de un lago de la propiedad que fue consagrado por un obispo previamente a inhumación. Frente al lago se encuentra un memorial en su homenaje. Este espacio es de público acceso en tiempo estival (1 de julio al 30 de agosto).

## Acceso público
Althorp House es un destino popular cuyos recorridos se enfocan en la historia, la arquitectura de la misma, la que ha aumentado a raíz de la popularidad de Diana de Gales y su legado. La propiedad se ha abierto al público en ciertas épocas del año, sobre todo cuando la familia Spencer se encuentra de vacacioes, permitiendo a los visitantes explorar la casa, los jardines y conocer sobre la historia familiar.
Su acceso público comenzó en 1953, por decisión de Albert Spencer, como una manera de financiarse para pagar los impuestos que generaba la propiedad.